# Himmelblauer Bläuling

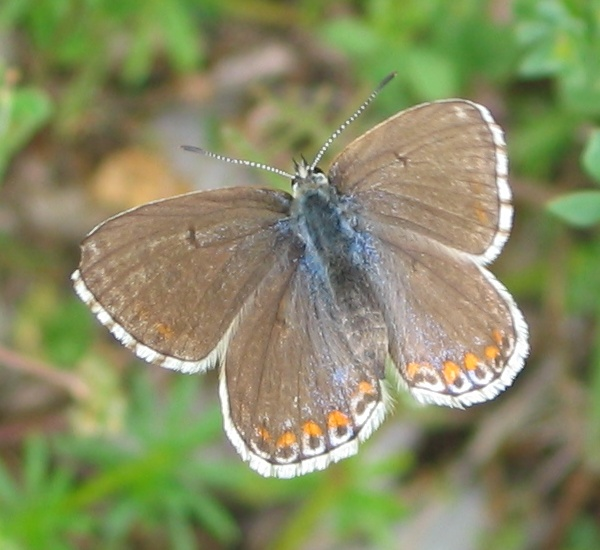
Polyommatus bellargus, ♀

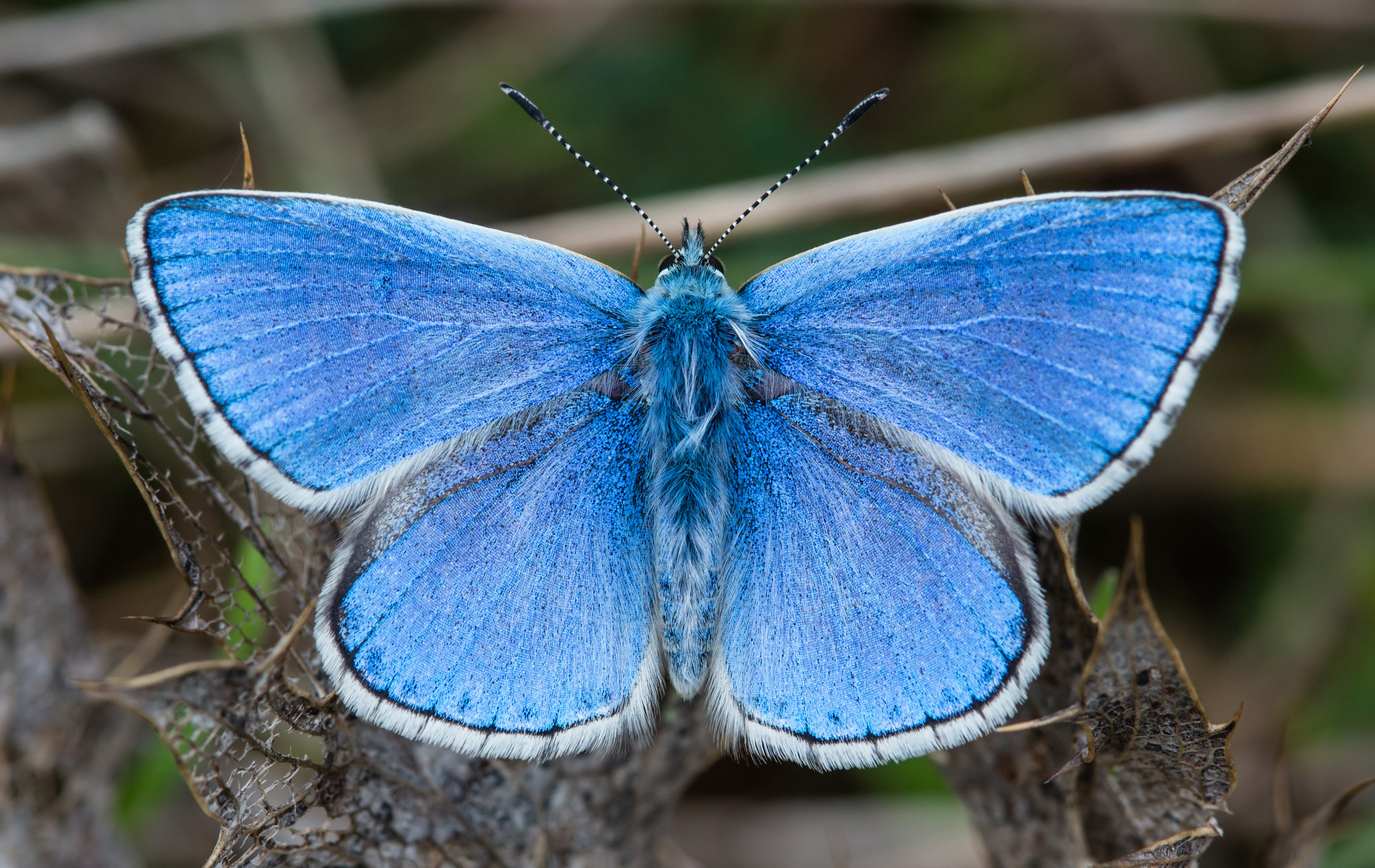
Polyommatus bellargus, ♂

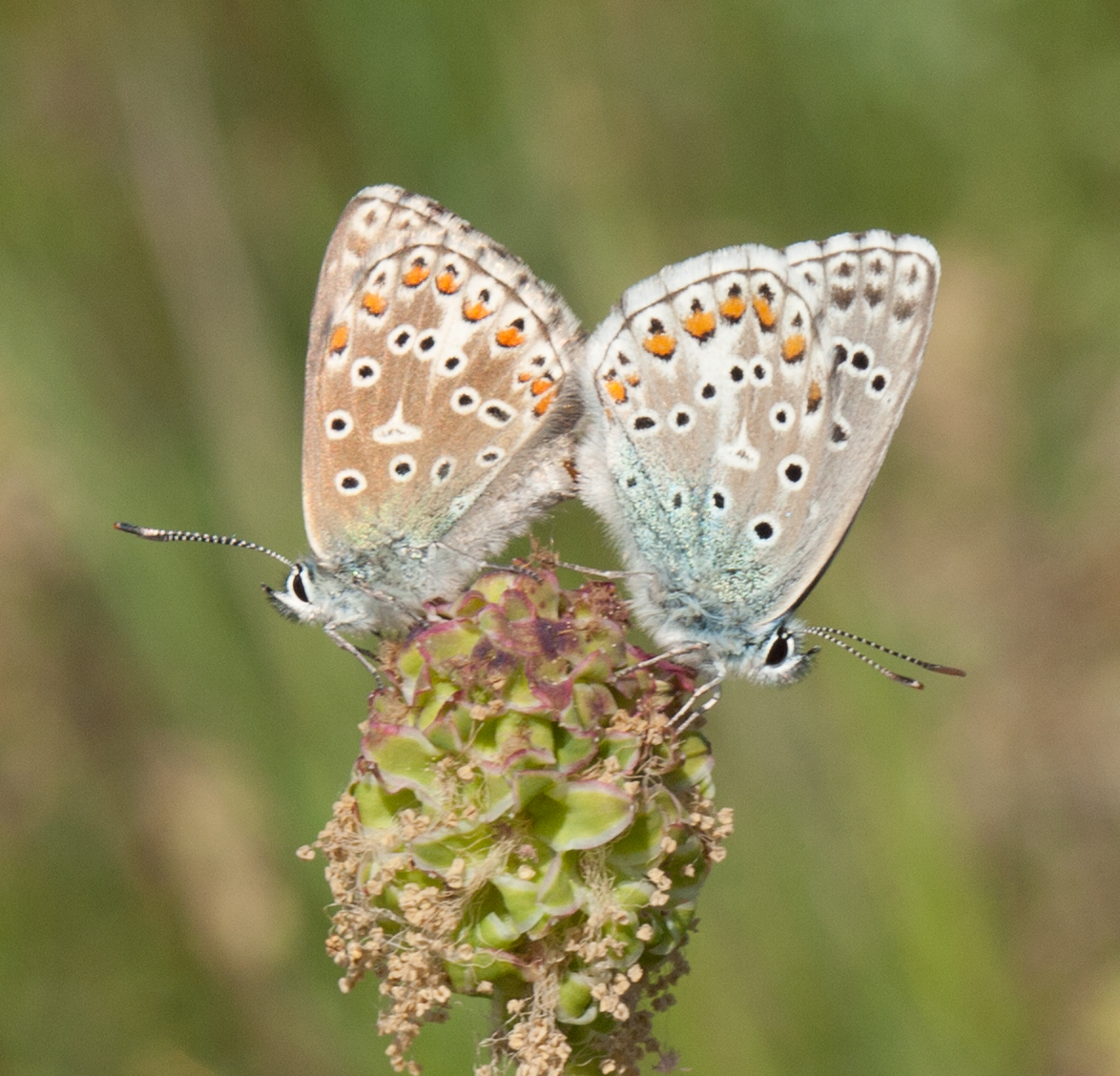
Zwei Polyommatus bellargus bei der Kopulation

Der Himmelblaue Bläuling (Lysandra bellargus, Syn. Polyommatus (Meleageria) bellargus) ist ein Schmetterling (Tagfalter) aus der Familie der Bläulinge (Lycaenidae).

## Merkmale
Die Flügelspannweite der Falter ist zwischen 30 und 40 Millimeter groß. Die Flügeloberseiten der Weibchen sind wie bei vielen Arten der Bläulinge braun, während die der Männchen leuchtend blau gefärbt sind. Dem intensiven Blau hat die Art ihren Namen zu verdanken. Die blaue Flügeloberseite der Männchen hat eine feine, schwarze Randlinie und weiße Fransen an den Außenkanten, die braune Flecke in Höhe der Flügeladern haben. Die Hinterflügel haben kleine dunkle Randpunkte. Die Flügelunterseite ist hellbraun bis graubraun mit hell umrandeten schwarzen und orangen Flecken in der Submarginalregion. Die Männchen sind in ihrer Färbung variabel, so dass sie manchmal einen grünlichen Schimmer haben.
Die Flügeloberseite der Weibchen ist braun, teilweise blau übergossen, besonders Richtung Basalregion. Auf dem Rand der Hinterflügel und selten auch auf den Vorderflügeln befinden sich kräftige orange Flecken, die auf den Hinterflügeln zusätzlich einen weißen u-förmigen Bogen zum Flügelrand haben. Die Zeichnungen des Falters sind in ihrem südlichen Verbreitungsgebiet bei beiden Geschlechtern kräftiger.
Die Raupen verkörpern aufeinanderfolgende Larvenstadien. Sie sind grün gefärbt mit gelben Streifen.

### Ähnliche Arten
- Silbergrüner Bläuling (Polyommatus coridon)
- Hauhechel-Bläuling (Polyommatus icarus). Bei beiden Geschlechtern fehlen die braunen Flecke auf den weißen Fransen. Das Männchen hat keine dunklen Randpunkte auf den Hinterflügeln.
- Polyommatus punctifera, Vorkommen in Nordafrika. Das Männchen dieser Art zeigt kräftigere Flecken auf den Hinterflügeln.

## Genetik
Vom Genom eines Weibchens (!) der Art Himmelblauer Bläuling sind 529 Mb (Megabasen) sequenziert und in silico Großmolekülen zugeordnet.
Die chromosomal heterozygote Geschlechtsbestimmung eines solchen Weibchens folgt der allgemeinen Karyotyp-Formel: 2n = AA+ZW. Dabei steht AA für die Zahl der Autosomenpaare. Den haploiden zytologischen Chromosomensatz des untersuchten Weibchens hat man demnach 1n = 45 (nämlich 44+W oder 44+Z) zu schreiben. Mit anderen Worten: Sowohl das W- als auch das  Z-Chromosom wird als Nummer 45 gezählt. 
Das Sequenzieren des weiblichen Genoms ergab neben den Daten der Autosomen sowohl die Basensequenz des W- als auch des Z-Chromosoms, also insgesamt 46 molekulare Datensätze. Die 44 Autosomen sind nach abnehmender Größe geordnet. Insgesamt wurden 13.249 proteinkodierende Gene festgestellt. 
Abgelegt sind die Daten sind im European Nucleotide Archive und zugänglich unter der Nummer PRJEB43534.

## Lebensweise

### Flugzeit
Der Himmelblaue Bläuling fliegt in zwei Generationen von Mitte Mai bis Juni und Ende Juli bis Mitte September. Im Chelmos-Gebirge in Griechenland ist nur eine Generation bekannt.

### Lebensraum
Die Art kommt vor allem im Bergland auf sonnigen, mageren Wiesen und Trockenhängen in Höhen von 100 bis 2000 Metern vor.

### Nahrungspflanzen
Der Hufeisenklee (Hippocrepis comosa) sowie Bunte Kronwicke Securigera varia dient der Raupe (Insekten) als Hauptnahrung. Die Raupe lebt myrmekophil mit Ameisenarten von Myrmica, Lasius, Tapinoma und Plagiolepis. Die Eiablage erfolgt an Blättern. Die Jungraupe überwintert. Im April des Folgejahres entwickelt sie sich dann weiter bis zur Verpuppung. Die Verpuppung findet oft unter Steinen, Laub oder Moos in der Nähe der Ameisenbauten statt. Die Art hybridisiert mit Polyommatus coridon sowie Polyommatus Hispana eventuell auch mit Polyommatus philippi.

## Verbreitung
Der Himmelblaue Bläuling ist weit verbreitet in Süd- und Mitteleuropa bis zum 55° nördl. Breite. Von den Mittelmeerküsten und dem europäischen Teil der Türkei bis zum Süden Englands und Litauen. Er ist selten in Südspanien und fehlt im nördlichen Belgien, den Niederlanden und Norddeutschland sowie im Süden Italiens südlich von Neapel und in Südgriechenland sowie auf den Mittelmeerinseln außer auf Mallorca. In Lettland ist er ausgestorben und aus Nordwestafrika aus dem Rif-Atlas ist nur eine Meldung bekannt. Er bewohnt auch den asiatischen Teil der Türkei bis zum Irak und Iran sowie den Kaukasus und Transkaukasien.

## Status
- Rote Liste BRD: 3 (gefährdet)[4]